# Genesis 2013
Genesis 2013 è stata l'ottava edizione del pay-per-view prodotto dalla Total Nonstop Action Wrestling . L'evento si è svolto il 13 gennaio 2013 presso l'Impact Zone di Orlando in Florida.

## Risultati
Genesis 2013 è stato caratterizzato da un Gauntlet match femminile (vinto da Velvet Sky) per determinare per il #1 contender al titolo TNA Knockouts Championship e da un torneo a tre uomini vinto da Jeff Hardy.
| # | Match                                                                  | Stipulazioni                                                                               | Durata |
| - | ---------------------------------------------------------------------- | ------------------------------------------------------------------------------------------ | ------ |
| 1 | Chavo Guerrero e Hernandez (c) hanno sconfitto Matt Morgan e Joey Ryan | Tag team match per i titoli TNA World Tag Team Championship                                | 11:30  |
| 2 | Mr. Anderson ha sconfitto Samoa Joe                                    | Singles match                                                                              | 10:45  |
| 3 | Christian York ha sconfitto Kenny King                                 | Singles match per determinare il #1 contender al titolo TNA X Division Championship        | 10:12  |
| 4 | Rob Van Dam (c) ha sconfitto Christian York                            | Singles match per il titolo TNA X Division Championship                                    | 05:30  |
| 5 | Devon ha sconfitto Joseph Park                                         | Singles match                                                                              | 11:17  |
| 6 | Velvet Sky ha sconfitto ODB, Miss Tessmacher, Mickie James e Gail Kim  | Gauntlet match per determinare il #1 contender al titolo TNA Knockouts Championship        | 11:55  |
| 7 | Christopher Daniels (con Kazarian) ha sconfitto James Storm            | Singles match per determinare il #1 contender al titolo TNA World Heavyweight Championship | 11:55  |
| 8 | Sting ha sconfitto D.O.C.                                              | Singles match                                                                              | 05:53  |
| 9 | Jeff Hardy (c) ha sconfitto Bobby Roode e Austin Aries                 | Three-way elimination match per il titolo TNA World Heavyweight Championship               | 20:32  |
|   | (c) = campione in carica al momento dell'inizio del match              |                                                                                            |        |

### Knockouts gauntlet match
| Eliminazione | Entrata    | Lottatrice      | Eliminata da | Durata     |            |
| ------------ | ---------- | --------------- | ------------ | ---------- | ---------- |
| 1            | 2          | Miss Tessmacher | Gail Kim     | 02:43      |            |
| 2            | 3          | ODB             | Gail Kim     | 06:14      |            |
| 3            | 4          | Mickie James    | Gail Kim     | 09:19      |            |
| 4            | 1          | Gail Kim        | Velvet Sky   | 11:55      |            |
| Vincitrice:  | Velvet Sky | Velvet Sky      | Velvet Sky   | Velvet Sky | Velvet Sky |

### Three-way elimination match
| 1          | Bobby Roode  | Austin Aries e Jeff Hardy | 18:50      |            |            |
| 2          | Austin Aries | Jeff Hardy                | 20:32      |            |            |
| Vincitore: | Jeff Hardy   | Jeff Hardy                | Jeff Hardy | Jeff Hardy | Jeff Hardy |